# Lijst van gletsjers in Spitsbergen
Dit is een lijst van gletsjers in het overzees territorium Spitsbergen in het koninkrijk Noorwegen.

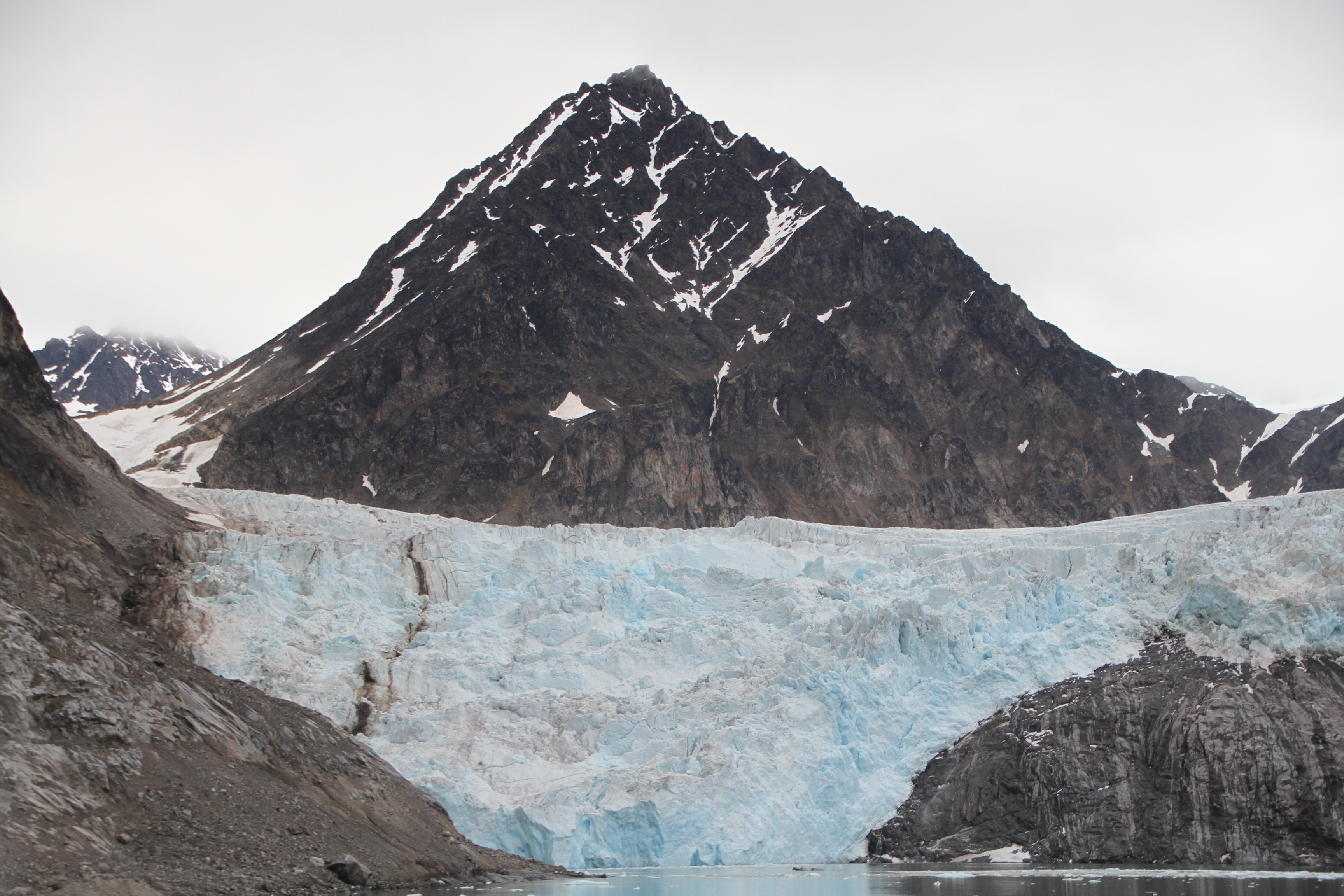
Zicht op de Tinayrebreen in Haakon VII-land.
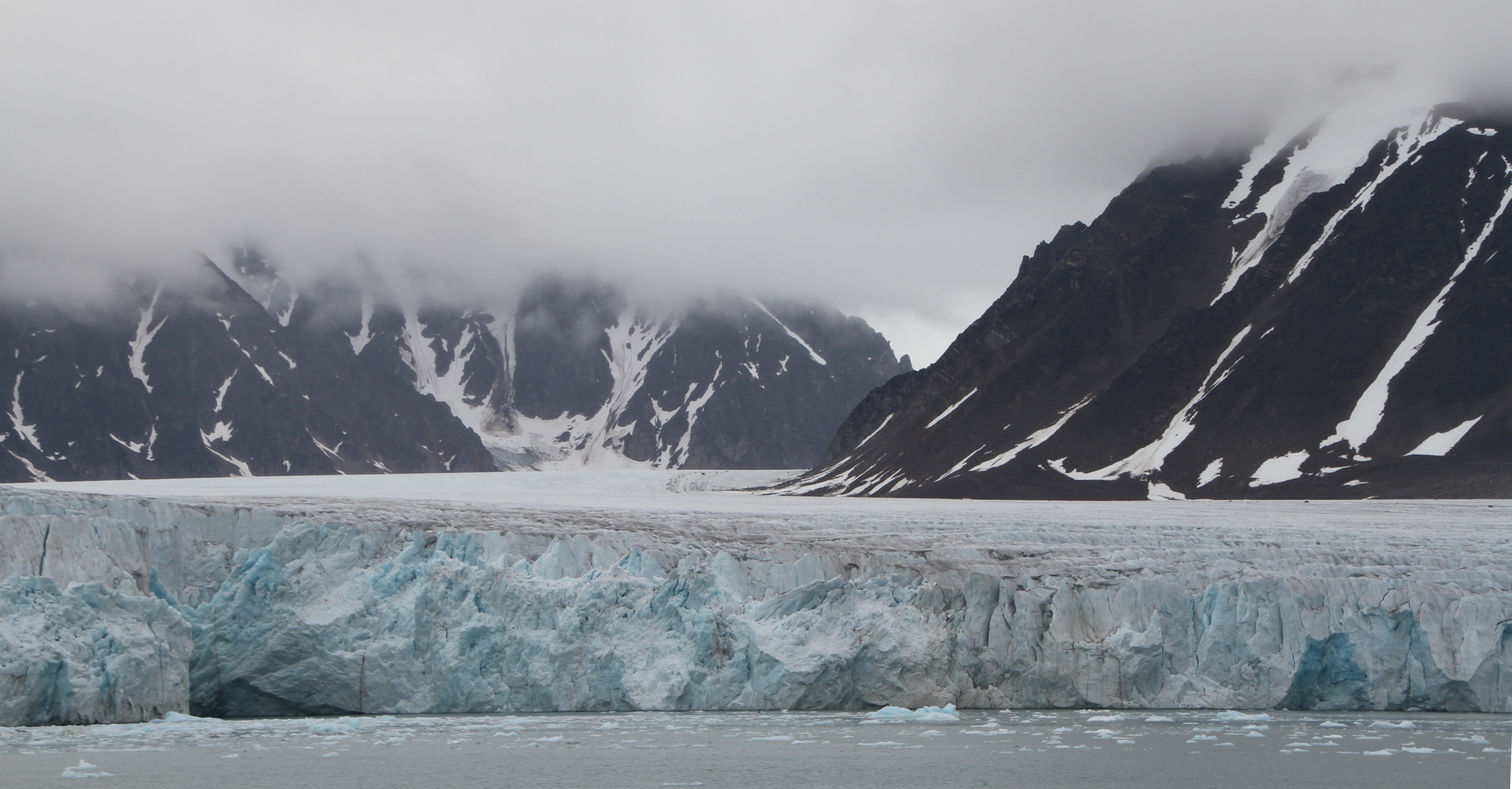
Gletsjertong van de Bjørlykkebreen, Albert I-land.
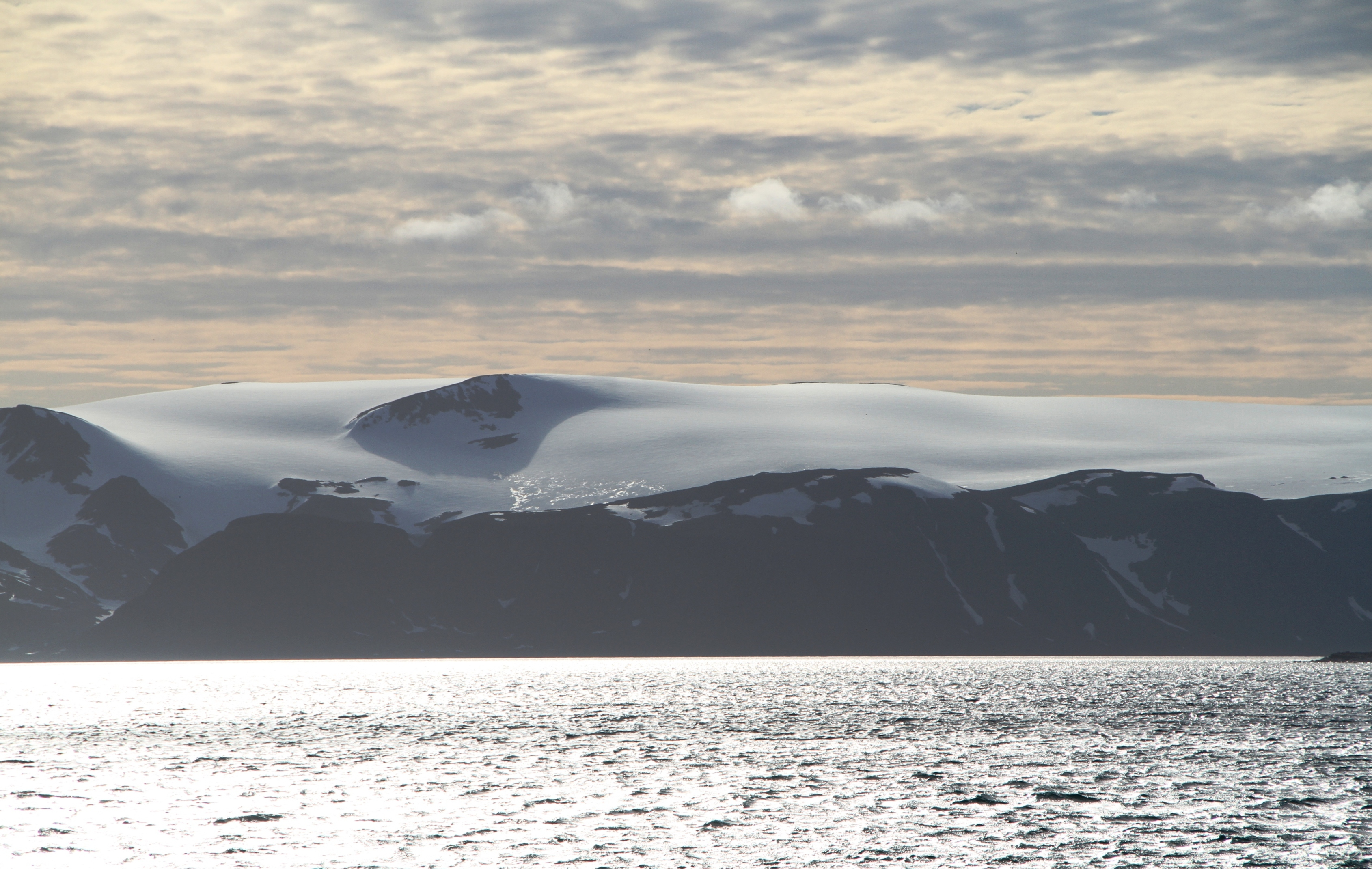
De Biscayarfonna ijskap gezien vanaf de kust.

## IJskappen
- Austfonna
- Biscayarfonna
- Glitnefonna
- Kvitøyjøkulen
- Lomonosovfonna
- Løvenskioldfonna
- Sørfonna (deel van Austfonna)
- Valhallfonna
- Vegafonna
- Vestfonna

## Gletsjers
- Aavatsmarkbreen
- Abrahamsenbreen
- Ahlmannfonna
- Akademikarbreen
- Albrechtbreen
- Aldegondabreen
- Aldousbreen
- Angelbreen
- Antoniabreen
- Arbobreen
- Åsgardfonna
- Augnebreen
- Austgötabreen
- Austjøkulen
- Backabreen
- Bakaninbreen
- Balderfonna
- Barentsjøkulen
- Barthbreen
- Belopol'skijbreen
- Bergfonna
- Besselsbreen
- Bjørlykkebreen
- Bjørnbreen
- Blåisen
- Blomstrandbreen
- Bodleybreen
- Borebreen
- Bragebreen
- Bråsvellbreen
- Brazybreen
- Buchananisen
- Bullbreen
- Bungebreen
- Charlesbreen
- Charpentierbreen
- Chauveaubreen
- Chomjakovbreen
- Chydeniusbreen
- Clasebreen
- Comfortlessbreen
- Croftbreen
- Dahlbreen
- Deltabreen
- Devikbreen
- Digerfonna
- Dollfusbreen
- Duckwitzbreen
- Dunderdalsbreen
- Duvebreen
- Edgeøyjøkulen
- Eidembreen
- Eindridebreen
- Elfenbeinbreen
- Eltonbreen
- Erdmannbreen
- Ericabreen
- Esmarkbreen
- Etonbreen
- Fimbulisen
- Fjortende Julibreen
- Flòtbreen
- Foldnutfonna
- Fonndalsbreen
- Forsiusbreen
- Frazerbreen
- Fredfonna
- Freemanbreen
- Fridtjovbreen
- Frysjabreen
- Gaffelbreen
- Gandbreen
- Gimlebreen
- Glasiologbreen
- Gråkallbreen
- Gullybreen
- Haakenbreen
- Hakebreen
- Hambergbreen
- Handbreen
- Hansbreen
- Hårbardbreen
- Hartmannbreen
- Hayesbreen
- Hedgehogfonna
- Heksebreen
- Hellefonna
- Hinlopenbreen
- Hochstetterbreen
- Hollertoppen
- Holtedahlfonna
- Holtenbreen
- Hornbreen
- Hübnerbreen
- Huldrebreen
- Hydrografbreen
- Idunbreen
- Isachsenfonna
- Isormen
- Keilhaubreen
- Kjerulfbreen
- Kong Johans Bre
- Kongsvegen glacier
- Königsbergbreen
- Konowbreen
- Krøkjebreen
- Kronebreen
- Krylbreen
- Kuhrbreen
- Kvalpyntfonna
- Kvitbreen
- Kvitisen
- Kvitkåpa
- Kvitskarvbreen
- Langjøkulen
- Langlibreen
- Leighbreen
- Liestølbreen
- Lilliehöökbreen
- Lindhagenbreen
- Linnébreen
- Lisbetbreen
- Longstaffbreen
- Løvliebreen
- Løyndbreen
- Ludolf Schjelderupbreen
- Luitpoldbreen
- Lundbreen
- Lyngebreen
- Markhambreen
- Marsjøbreen
- Martinbreen
- Mathiasbreen
- Maudbreen
- Mayerbreen
- Mefonna
- Mendeleevbreen
- Mikkel Revbreen
- Mittag-Lefflerbreen
- Monacobreen
- Nansenbreen
- Nathorstbreen
- Negribreen
- Nilsenbreen
- Norddomen
- Nordenskiöldbreen
- Nordmannsfonna
- Nordre Franklinbreen
- Normanbreen
- Olav V Land
- Olsokbreen
- Osbornebreen
- Øydebreen
- Palanderbreen
- Palanderisen
- Passfjellbreen
- Paulabreen
- Paulbreen
- Peer Gyntslottet
- Penckbreen
- Petersbreen
- Pettersenbreen
- Philippibreen
- Presidentbreen
- Rabotbreen
- Ramondbreen
- Randbreen
- Raudfjordbreen
- Raundalsfonna
- Recherchebreen
- Renardbreen
- Reymondbreen
- Richterbreen
- Rijpbreen
- Rosenthalbreen
- Rundisen
- Rutenbergbreen
- Sabinebreen
- Samarinbreen
- Scheelebreen
- Scheibreen
- Schweigaardbreen
- Schwerdtbreen
- Scottbreen
- Sefströmbreen
- Seidbreen
- Sexebreen
- Sjettebreen
- Skarvbreen
- Skilfonna
- Skrentbreen
- Skruisbreen
- Smeerenburgbreen
- Snøkuvbreen
- Snøtoppbreen
- Solveigdomen
- Sørdomen
- Søre Franklinbreen
- Sørkappfonna
- St. Nikolausbreen
- Stallobreen
- Steenstrupbreen
- Steindolpbreen
- Stonebreen
- Storbreen
- Storøyjøkulen
- Storskavlen
- Svalbreen
- Svalisbreen
- Sveabreen
- Sveigbreen
- Svitjodbreen
- Sydowbreen
- Sykorabreen
- Sysselmannbreen
- Tavlebreen
- Tinayrebreen
- Torellbreen
- Torsfonna
- Tromsøbreen
- Tunabreen
- Tverrbreen
- Ulvebreen
- Usherbreen
- Uvêrsbreen
- Vågsbreen
- Valettebreen
- Varderyggfonna
- Vasil'evbreen
- Vegardbreen
- Veidebreen
- Venernbreen
- Vestgötabreen
- Vestjøkulen
- Veteranen
- Vikingbreen
- Vintervegen
- Vitkovskijbreen
- Von Postbreen
- Vonbreen
- Waggonwaybreen
- Wahlenbergbreen
- Willybreen
- Winsnesbreen
- Worsleybreen